# Mimosa strigillosa
Mimosa strigillosa är en ärtväxtart som beskrevs av John Torrey och Asa Gray. Mimosa strigillosa ingår i släktet mimosor, och familjen ärtväxter. Inga underarter finns listade i Catalogue of Life.

## Bildgalleri

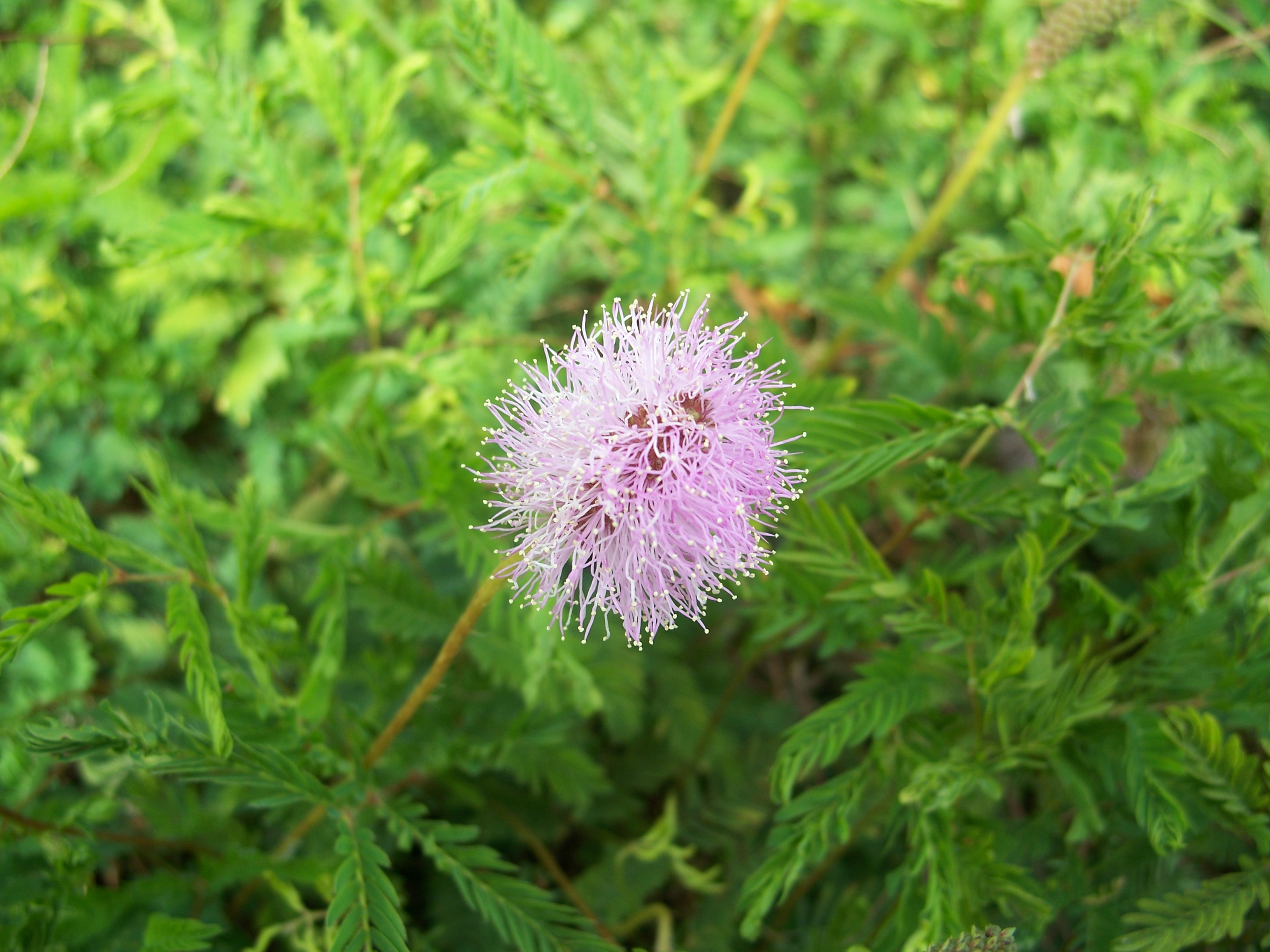
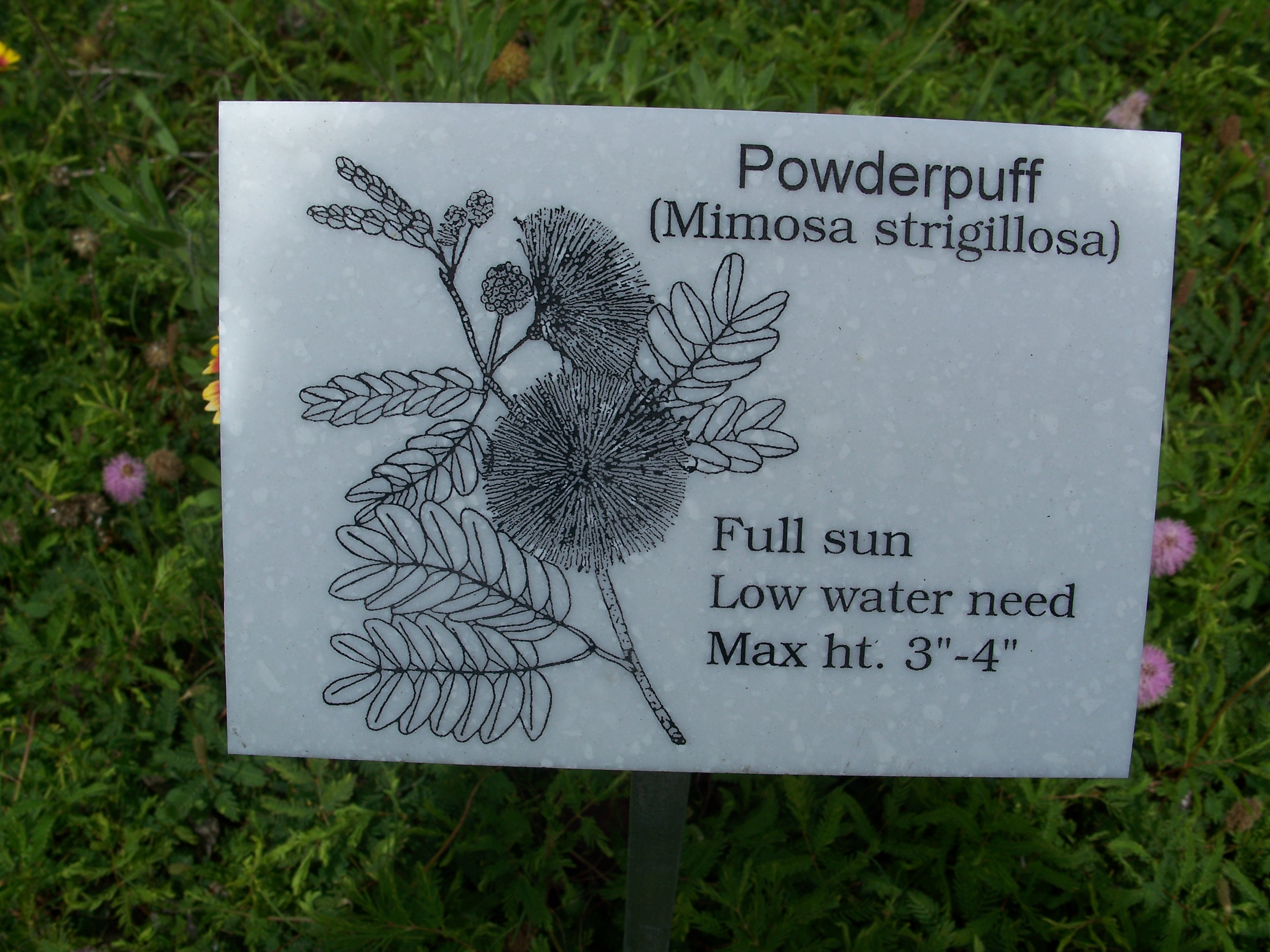